# Арон Гунарсон
Арон Ејнар Малмквист Гунарсон (исл. ‎‎Aron Einar Malmquist Gunnarsson; Акирејри, 22. април 1989) професионални је исландски фудбалер који примарно игра у средини терена на позицији централног везног играча.

## Клупска каријера
Гунарсон је почео да тренира фудбал у екипи Тора у родном Акирејрију за чији први тим је на крају и дебитовао као професионалац током 2005. године. Након непуне две сезоне проведене у клубу који се у то време такмичио у исландској другој лиги, прелази у редове холандског АЗ Алкмара.
Током две сезоне проведене у холандској Ередивисји одиграо је тек једну званичну утакмицу за први тим и није успео да се избори за место стандардног првотимца. Због тога у лето 2008. мења средину и потписује трогодишњи уговор са екипом Ковентрија, а вредност трансфера процењена је на око 250.000 евра. Ковентри се у том периоду такмичио у Чемпионшипу (друга лига), а Гунарсон је за нови тим дебитовао већ у премијерној утакмици сезоне против Норич Ситија. Већ у првој сезони у Уједињеном Краљевству Гунарсон се профилисао у стандардног првотимца и по избору навијача проглашен је за најбољег играча Ковентрија.
Гунарсон је потом одиграо још две комплетне сезоне у дресу Ковентрија, а затим у лето 2011. као слободан играч прелази у екипу Кардиф Ситија са којим потписује трогодишњи уговор. За велшки тим дебитује већ у првој утакмици сезоне против Вест Хема и у наредном периоду има улогу стандардног првотимца. У лето 2018. продужио је уговор са клубом на још једну сезону.

## Репрезентативна каријера
Пре дебија за сениорски тим Гунарсон је играо за све млађе репрезентативне селекције Исланда.
За сениорску репрезентацију Исланда дебитовао је 2. фебруара 2008. у пријатељској утакмици са селекцијом Белорусије. На пријатељској утакмици са Фарским Острвима играној у августу 2012. по први пут је постављен на позицију капитена националног тима, и са само 23 године постао је један од најмлађих фудбалера са том улогом у репрезентацији Исланда. Први погодак за репрезентацију постигао је 10. октобра 2014. у утакмици квалификација за ЕП 2016. против Летоније у Риги. Исланђани су успешно окончали те квалификације и по први пут у својој историји успели да се пласирају на неко велико такмичење. На Евру 2016. у Француској Гунарсон је такође имао улогу капитена националног тима, одиграо је свих пет утакмица, а репрезентација је остварила историјски успех пласманом у четвртфинале такмичења.
Две године касније селектор Хејмир Халгримсон уврстио га је на списак играча за Светско првенство 2018. у Русији, где је одиграо све три утакмице за Исланд у групи Д.

### Голови за репрезентацију
| №  | Датум             | Место     | Ривал    | Гол. | Рез. | Такмичење                 |
| -- | ----------------- | --------- | -------- | ---- | ---- | ------------------------- |
| 1. | 10. октобар 2014. | Рига      | Летонија | 2:0  | 3:0  | Квалификације за ЕП 2016. |
| 2. | 12. јун 2015.     | Рејкјавик | Чешка    | 1:1  | 2:1  | Квалификације за ЕП 2016. |